# 秋本英樹
秋本 英樹（あきもと ひでき、1954年4月6日 - ）は、長崎県出身の実業家。株式会社リンガーハット代表取締役社長。

## 経歴
- 1978年3月 近畿大学第二工学部（現産業理工学部）卒業。同年4月に株式会社浜勝（現株式会社リンガーハット）入社。
- 1997年3月 同社東日本第2営業部長就任。
- 2001年5月 同社執行役員東日本営業本部長就任。
- 2002年5月 同社取締役東日本営業事業部長就任。
- 2005年5月 同社専務取締役営業本部長兼マーケティング本部長就任。
- 2006年5月 同社代表取締役専務就任。
- 2008年10月 世界金融危機による経営悪化の責任を取り、代表権を返上。
- 2013年11月 同社副社長執行役員管理部担当就任。
- 2014年5月 同社代表取締役社長就任。